# Gran Premio motociclistico della Comunità Valenciana 2007
Il Gran Premio motociclistico della Comunità Valenciana 2007 corso il 4 novembre, è stato il diciottesimo e ultimo Gran Premio della stagione 2007.
Nella classe MotoGP vittoria per la Honda di Daniel Pedrosa che con questo risultato è riuscito a conquistare anche il secondo posto assoluto della classifica mondiale, sopravanzando Valentino Rossi.
Le vittorie nelle altre due classi sono state del finlandese Mika Kallio su KTM nella classe 250 e dello spagnolo Héctor Faubel su Aprilia tra le 125.

## MotoGP

### Qualifiche
| Pos | Pilota                     | Tempo    |
| --- | -------------------------- | -------- |
| 1.  | Daniel Pedrosa (Honda)     | 1:31.517 |
| 2.  | Casey Stoner (Ducati)      | 1:31.605 |
| 3.  | Nicky Hayden (Honda)       | 1:31.905 |
| 4.  | Randy de Puniet (Kawasaki) | 1:31.965 |
| 5.  | Sylvain Guintoli (Yamaha)  | 1:32.074 |
| 6.  | Makoto Tamada (Yamaha)     | 1:32.151 |
| 7.  | John Hopkins (Suzuki)      | 1:32.165 |
| 8.  | Loris Capirossi (Ducati)   | 1:32.261 |
| 9.  | Carlos Checa (Honda)       | 1:32.273 |
| 10. | Marco Melandri (Honda)     | 1:32.367 |
| 11. | Chris Vermeulen (Suzuki)   | 1:32.617 |
| 12. | Alex Barros (Ducati)       | 1:32.714 |
| 13. | Shin'ya Nakano (Honda)     | 1:32.730 |
| 14. | Toni Elías (Honda)         | 1:32.790 |
| 15. | Colin Edwards (Yamaha)     | 1:33.021 |
| 16. | Anthony West (Kawasaki)    | 1:33.231 |
| 17. | Valentino Rossi (Yamaha)   | 1:33:290 |
| 18. | Kurtis Roberts (KR212V)    | 1:33.431 |
| 19. | Chaz Davies (Ducati)       | 1:34.436 |

### Gara

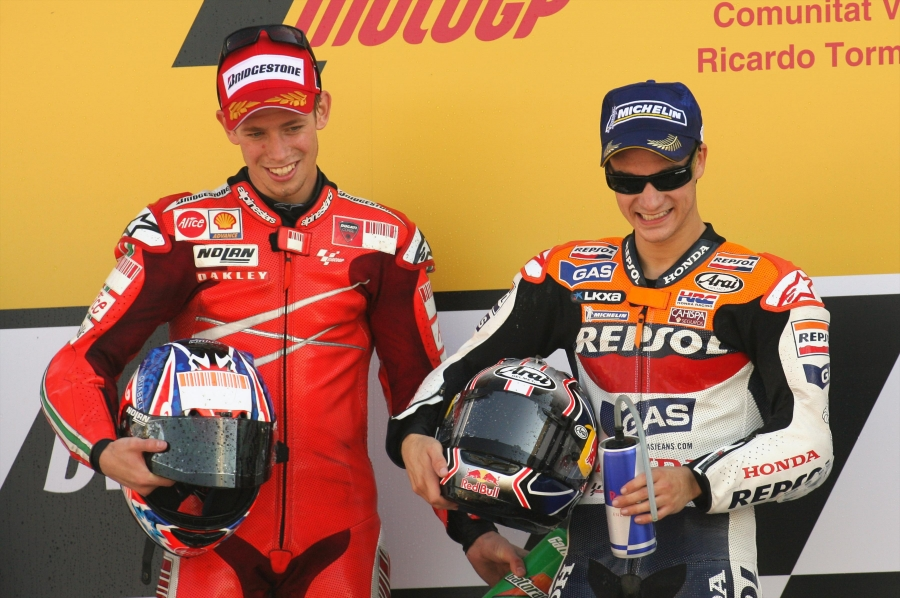
Stoner e Pedrosa, sul palco di premiazione del podio dopo aver concluso in seconda e prima posizione la gara della classe MotoGP

Si trattò in questo caso della centesima prova disputata per la MotoGP dalla sua nascita nel motomondiale 2002. Fino a questo momento avevano ottenuto almeno una vittoria quattro case motociclistiche diverse: Honda, Yamaha, Ducati e Suzuki che si erano aggiudicate rispettivamente 50, 31, 18 e 1 prova.
Tra i piloti il più vittorioso era stato Valentino Rossi che si è imposto in 49 occasioni, sopravanzando in questa statistica Casey Stoner con dieci vittorie e Sete Gibernau con otto; in totale erano stati 14 piloti diversi a salire sul primo gradino del podio.
Dopo che sono stati 19 i piloti che si erano qualificati per la partenza, in 18 presero regolarmente il via e in 16 tagliarono il traguardo.

#### Arrivati al traguardo
| Pos | Nº | Pilota           | Squadra              | Motocicletta | Giri | Tempo     | Griglia | Punti |
| --- | -- | ---------------- | -------------------- | ------------ | ---- | --------- | ------- | ----- |
| 1   | 26 | Daniel Pedrosa   | Repsol Honda         | Honda        | 30   | 46:43.533 | 1       | 25    |
| 2   | 27 | Casey Stoner     | Ducati Marlboro      | Ducati       | 30   | +5.447    | 2       | 20    |
| 3   | 21 | John Hopkins     | Rizla Suzuki         | Suzuki       | 30   | +20.404   | 7       | 16    |
| 4   | 33 | Marco Melandri   | Honda Gresini        | Honda        | 30   | +24.827   | 10      | 13    |
| 5   | 65 | Loris Capirossi  | Ducati Marlboro      | Ducati       | 30   | +25.804   | 8       | 11    |
| 6   | 71 | Chris Vermeulen  | Rizla Suzuki         | Suzuki       | 30   | +25.862   | 11      | 10    |
| 7   | 4  | Alex Barros      | Pramac d'Antin       | Ducati       | 30   | +29.470   | 12      | 9     |
| 8   | 1  | Nicky Hayden     | Repsol Honda         | Honda        | 30   | +30.333   | 3       | 8     |
| 9   | 14 | Randy de Puniet  | Kawasaki Racing      | Kawasaki     | 30   | +30.895   | 4       | 7     |
| 10  | 24 | Toni Elías       | Honda Gresini        | Honda        | 30   | +31.030   | 14      | 6     |
| 11  | 50 | Sylvain Guintoli | Dunlop Yamaha Tech 3 | Yamaha       | 30   | +38.763   | 5       | 5     |
| 12  | 7  | Carlos Checa     | Honda LCR            | Honda        | 30   | +42.506   | 9       | 4     |
| 13  | 5  | Colin Edwards    | Fiat Yamaha          | Yamaha       | 30   | +46.572   | 15      | 3     |
| 14  | 56 | Shin'ya Nakano   | Konica Minolta Honda | Honda        | 30   | +50.220   | 13      | 2     |
| 15  | 6  | Makoto Tamada    | Dunlop Yamaha Tech 3 | Yamaha       | 30   | +56.879   | 6       | 1     |
| 16  | 13 | Anthony West     | Kawasaki Racing      | Kawasaki     | 30   | +1'15.369 | 16      |       |

#### Ritirati
| Nº | Pilota          | Squadra      | Motocicletta | Giri | Griglia |
| -- | --------------- | ------------ | ------------ | ---- | ------- |
| 46 | Valentino Rossi | Fiat Yamaha  | Yamaha       | 19   | 17      |
| 80 | Kurtis Roberts  | Team Roberts | KR212V       | 10   | 18      |

#### Non partito
| Nº | Pilota      | Squadra        | Motocicletta | Griglia |
| -- | ----------- | -------------- | ------------ | ------- |
| 57 | Chaz Davies | Pramac d'Antin | Ducati       | 19      |

## Classe 250

### Arrivati al traguardo
| Pos | Nº | Pilota              | Squadra                     | Motocicletta | Giri | Tempo     | Griglia | Punti |
| --- | -- | ------------------- | --------------------------- | ------------ | ---- | --------- | ------- | ----- |
| 1   | 36 | Mika Kallio         | Red Bull KTM                | KTM          | 27   | 43:28.349 | 1       | 25    |
| 2   | 3  | Alex De Angelis     | Master - Mapfre Aspar       | Aprilia      | 27   | +0.371    | 9       | 20    |
| 3   | 6  | Alex Debón          | Aprilia Racing              | Aprilia      | 27   | +6.797    | 8       | 16    |
| 4   | 34 | Andrea Dovizioso    | Kopron Team Scot            | Honda        | 27   | +6.880    | 10      | 13    |
| 5   | 80 | Héctor Barberá      | Toth Aprilia                | Aprilia      | 27   | +12.767   | 5       | 11    |
| 6   | 60 | Julián Simón        | Repsol Honda                | Honda        | 27   | +13.030   | 7       | 10    |
| 7   | 1  | Jorge Lorenzo       | Fortuna Aprilia             | Aprilia      | 27   | +14.751   | 2       | 9     |
| 8   | 55 | Yūki Takahashi      | Kopron Team Scot            | Honda        | 27   | +16.437   | 3       | 8     |
| 9   | 12 | Thomas Lüthi        | Emmi - Caffe Latte Aprilia  | Aprilia      | 27   | +16.551   | 14      | 7     |
| 10  | 4  | Hiroshi Aoyama      | Red Bull KTM                | KTM          | 27   | +20.223   | 11      | 6     |
| 11  | 58 | Marco Simoncelli    | Metis Gilera                | Gilera       | 27   | +23.626   | 4       | 5     |
| 12  | 41 | Aleix Espargaró     | Blusens Aprilia Germany     | Aprilia      | 27   | +31.805   | 12      | 4     |
| 13  | 15 | Roberto Locatelli   | Metis Gilera                | Gilera       | 27   | +34.310   | 13      | 3     |
| 14  | 25 | Alex Baldolini      | Kiefer - Bos - Sotin Racing | Aprilia      | 27   | +58.825   | 20      | 2     |
| 15  | 8  | Ratthapark Wilairot | Thai Honda PTT-SAG          | Honda        | 27   | +58.845   | 19      | 1     |
| 16  | 28 | Dirk Heidolf        | Kiefer - Bos - Sotin Racing | Aprilia      | 27   | +59.688   | 18      |       |
| 17  | 73 | Shūhei Aoyama       | Repsol Honda                | Honda        | 27   | +1:01.510 | 15      |       |
| 18  | 7  | Efrén Vázquez       | Blusens Aprilia             | Aprilia      | 27   | +1:19.620 | 23      |       |
| 19  | 11 | Tarō Sekiguchi      | Campetella Racing           | Aprilia      | 27   | +1:20.598 | 27      |       |
| 20  | 21 | Federico Sandi      | Team Sicilia                | Aprilia      | 27   | +1:24.412 | 24      |       |
| 21  | 50 | Eugene Laverty      | Honda LCR                   | Honda        | 27   | +1:27.529 | 25      |       |
| 22  | 31 | Álvaro Molina       | Andalucia - GFC - MAS       | Aprilia      | 26   | +1 giro   | 22      |       |
| 23  | 10 | Imre Tóth           | Toth Aprilia                | Aprilia      | 26   | +1 giro   | 26      |       |
| 24  | 53 | Santiago Barragán   | Team Extremadura            | Honda        | 26   | +1 giro   | 28      |       |

### Ritirati
| Nº | Pilota          | Squadra                        | Motocicletta | Giri | Griglia |
| -- | --------------- | ------------------------------ | ------------ | ---- | ------- |
| 17 | Karel Abraham   | Cardion AB Motoracing          | Aprilia      | 20   | 21      |
| 19 | Álvaro Bautista | Master - Mapfre Aspar          | Aprilia      | 20   | 6       |
| 18 | Joshua Sommer   | Motorcycle Competition Service | Honda        | 19   | 29      |
| 16 | Jules Cluzel    | Angaia Racing                  | Aprilia      | 15   | 17      |
| 32 | Fabrizio Lai    | Campetella Racing              | Aprilia      | 0    | 1       |

## Classe 125

### Arrivati al traguardo
| Pos | Nº | Pilota                | Squadra                     | Motocicletta | Giri | Tempo     | Griglia | Punti |
| --- | -- | --------------------- | --------------------------- | ------------ | ---- | --------- | ------- | ----- |
| 1   | 55 | Héctor Faubel         | Bancaja Aspar               | Aprilia      | 24   | 40:14.228 | 2       | 25    |
| 2   | 14 | Gábor Talmácsi        | Bancaja Aspar               | Aprilia      | 24   | +0.185    | 1       | 20    |
| 3   | 33 | Sergio Gadea          | Bancaja Aspar               | Aprilia      | 24   | +0.286    | 3       | 16    |
| 4   | 75 | Mattia Pasini         | Polaris World               | Aprilia      | 24   | +0.826    | 8       | 13    |
| 5   | 52 | Lukáš Pešek           | Valsir Seedorf Derbi        | Derbi        | 24   | +0.878    | 4       | 11    |
| 6   | 12 | Esteve Rabat          | Repsol Honda                | Honda        | 24   | +5.850    | 11      | 10    |
| 7   | 22 | Pablo Nieto           | Blusens Aprilia             | Aprilia      | 24   | +9.038    | 5       | 9     |
| 8   | 38 | Bradley Smith         | Repsol Honda                | Honda        | 24   | +13.034   | 12      | 8     |
| 9   | 71 | Tomoyoshi Koyama      | Red Bull KTM                | KTM          | 24   | +20.734   | 15      | 7     |
| 10  | 44 | Pol Espargaró         | Belson Campetella Aprilia   | Aprilia      | 24   | +21.002   | 9       | 6     |
| 11  | 18 | Nicolás Terol         | Valsir Seedorf Derbi        | Derbi        | 24   | +21.346   | 7       | 5     |
| 12  | 24 | Simone Corsi          | Skilled Racing              | Aprilia      | 24   | +32.078   | 6       | 4     |
| 13  | 60 | Michael Ranseder      | Ajo Motorsport              | Derbi        | 24   | +39.542   | 16      | 3     |
| 14  | 7  | Alexis Masbou         | FFM Honda GP 125            | Honda        | 24   | +39.548   | 18      | 2     |
| 15  | 34 | Randy Krummenacher    | Red Bull KTM                | KTM          | 24   | +39.706   | 17      | 1     |
| 16  | 51 | Stevie Bonsey         | Red Bull KTM                | KTM          | 24   | +39.880   | 27      |       |
| 17  | 27 | Stefano Bianco        | WTR No Alcol                | Aprilia      | 24   | +40.877   | 19      |       |
| 18  | 77 | Dominique Aegerter    | Multimedia Racing           | Aprilia      | 24   | +40.998   | 23      |       |
| 19  | 20 | Roberto Tamburini     | Team Sicilia                | Aprilia      | 24   | +44.169   | 26      |       |
| 20  | 29 | Andrea Iannone        | WTR No Alcol                | Aprilia      | 24   | +44.173   | 25      |       |
| 21  | 99 | Danny Webb            | De Graaf Grand Prix         | Honda        | 24   | +54.912   | 28      |       |
| 22  | 95 | Robert Mureșan        | Ajo Motorsport              | Derbi        | 24   | +1:09.235 | 29      |       |
| 23  | 63 | Mike Di Meglio        | Kopron Team Scot            | Honda        | 24   | +1:12.208 | 21      |       |
| 24  | 37 | Joey Litjens          | De Graaf Grand Prix         | Honda        | 24   | +1:12.315 | 32      |       |
| 25  | 13 | Dino Lombardi         | Kopron Team Scot            | Honda        | 24   | +1:12.770 | 34      |       |
| 26  | 78 | Daniel Sáez           | Quinto Almoradi             | Aprilia      | 24   | +1:12.786 | 31      |       |
| 27  | 30 | Pere Tutusaus         | FMCV - Team Machado         | Aprilia      | 24   | +1:12.868 | 33      |       |
| 28  | 79 | Ferruccio Lamborghini | Skilled Racing              | Aprilia      | 24   | +1:16.195 | 36      |       |
| 29  | 40 | Alen Győrfi           | SuperBike Gyorsasagi M.S.E. | Aprilia      | 24   | +1:38.850 | 37      |       |
| 30  | 6  | Joan Olivé            | Polaris World               | Aprilia      | 23   | +1 giro   | 13      |       |

### Ritirati
| Nº | Pilota           | Squadra                    | Motocicletta | Giri | Griglia |
| -- | ---------------- | -------------------------- | ------------ | ---- | ------- |
| 8  | Lorenzo Zanetti  | Team Sicilia               | Aprilia      | 11   | 24      |
| 53 | Simone Grotzkyj  | Multimedia Racing          | Aprilia      | 11   | 35      |
| 11 | Sandro Cortese   | Emmi - Caffe Latte Aprilia | Aprilia      | 9    | 10      |
| 98 | Takaaki Nakagami | Red Bull MotoGP Academy    | Honda        | 9    | 20      |
| 35 | Raffaele De Rosa | Multimedia Racing          | Aprilia      | 7    | 22      |
| 17 | Stefan Bradl     | Blusens Aprilia            | Aprilia      | 1    | 14      |
| 76 | Iván Maestro     | Ascat. Madrid              | Aprilia      | 0    | 30      |